# Humanistisch jodendom
Humanistisch jodendom (Hebreeuws: יהדות הומניסטית, Yahadut Humanistit) is een niet-theïstische joodse beweging die de nadruk legt op de joodse cultuur en geschiedenis als de bron van de joodse identiteit, in plaats van op het geloof in een bovennatuurlijke God. Het definieert het jodendom als de culturele en historische ervaring van het Joodse volk in plaats van als een religie en moedigt humanistische en seculiere Joden aan om hun identiteit te vieren door deel te nemen aan relevante feestdagen en overgangsrituelen (zoals bruiloften en bar/bat mitswa's) met inspirerende ceremonies die niet de traditionele literatuur volgen, maar er wel op gebaseerd zijn.

## Oorsprong
In zijn huidige vorm werd het humanistisch jodendom gesticht in 1963 of 1965 (bronnen verschillen) door de Amerikaanse rabbijn Sherwin Wine. Als rabbijn die opgeleid was in het liberale jodendom, met een kleine, seculiere, niet-theïstische gemeente, ontwikkelde hij een joodse liturgie die de filosofische standpunten van hem en zijn gemeente weerspiegelde door de joodse cultuur, geschiedenis en identiteit te combineren met humanistische opvattingen, zonder gebeden of verwijzingen naar een god van welke aard dan ook. Deze gemeente ontwikkelde zich tot de Birminghamtempel in Farmington Hills, Michigan. Kort daarna volgde een voorheen liberaal joodse gemeente in Illinois en een groep in Westport, Connecticut.
In 1969 werden alle drie de congregaties organisatorisch verenigd met andere groepen onder de paraplu van de Society for Humanistic Judaism (SHJ). De SHJ had in 1994 10.000 leden in 30 gemeenten in de Verenigde Staten en Canada; er zijn echter veel gemeenten die zich identificeren met de leer van het humanistisch judaïsme, maar die geen lid zijn van de SHJ.
In 2020 schatte het Pew Research Center dat het humanistisch jodendom, samen met het reconstructionisme en andere kleinere denominaties, 4% uitmaakte van de 7,5 miljoen joden in de Verenigde Staten.
Het International Institute for Secular Humanistic Judaism (IISGJ), opgericht in 1986, is het academische en intellectuele centrum van het humanistisch jodendom. Het heeft twee actieve centra: het oorspronkelijke in Jeruzalem, en een tweede in Lincolnshire, Illinois. Rabbijn Adam Chalom is de decaan van de Amerikaanse afdeling van de IISGJ. Naast publicaties, openbare seminars en colloquia voor leken biedt de IISHJ professionele trainingsprogramma's voor woordvoerders, opvoeders, leiders (ook wel aangeduid in het Hebreeuws als madrikhim/ot of in het Jiddisch als vegvayzer) en rabbijnen.

## Principes en praktijk
Volgens de SHJ omvat de filosofische basis van het humanistisch jodendom de volgende ideeën:
- Het jodendom is de cultuur van het joodse volk, die veel religieuze en seculiere tradities omvat.
- Een jood is elke persoon die ervoor kiest zich te identificeren met het gedachtegoed en de cultuur van het Joodse volk.
- Na de Holocaust is het duidelijk dat de betekenis van de Joodse geschiedenis is dat joden verantwoordelijk moeten zijn voor hun eigen lot.
- Ieder mens heeft het recht om de regie te voeren over zijn of haar eigen leven, onder de eindverantwoordelijkheid van zijn of haar eigen geweten.
- De kracht om menselijke overleving, geluk en waardigheid te bereiken, is een menselijke kracht.

Het humanistisch jodendom vertoont een veel radicalere afwijking van de traditionele joodse religie dan Mordechai Kaplan, de medeoprichter van het reconstructionistisch jodendom, ooit voor mogelijk had gehouden. Kaplan herdefinieerde God en andere traditionele religieuze termen om ze consistent te maken met de naturalistische kijk, maar bleef de traditionele gebedstaal gebruiken. Wine verwierp deze benadering als verwarrend, aangezien de gebeden in een niet-theïstische context geen zinvolle betekenis hadden. Wine streefde naar filosofische consistentie en stabiliteit door rituelen en ceremonies te creëren die puur niet-theïstisch waren. Er werden diensten gecreëerd voor Shabbat, Rosj Hasjana, Jom Kipoer en andere joodse feestdagen en festivals, vaak met een herinterpretatie van de betekenis van de feestdag om deze in overeenstemming te brengen met de seculiere humanistische filosofie.
Het humanistisch jodendom werd ontwikkeld als een mogelijke oplossing voor het probleem van het behoud van de joodse identiteit en continuïteit onder niet-religieuze joden. Wine realiseerde zich dat het religieuze gemeenschapsleven floreerde, en geloofde dat seculiere joden die het theïsme hadden afgewezen zich aangetrokken zouden voelen tot een organisatie die dezelfde vormen en activiteiten bood als de religieuze takken van het jodendom, maar die een puur seculier humanistisch standpunt vertegenwoordigde. Wat betreft sociaal-maatschappelijke kwesties heeft de SHJ haar standpunt uiteengezet in een reeks verklaringen.